# Bragayrac
Bragayrac (okzitanisch Bragairac) ist eine französische Gemeinde mit 315 Einwohnern (Stand 1. Januar 2022) im Département Haute-Garonne in der Region Okzitanien (vor 2016 Midi-Pyrénées). Sie gehört zum Arrondissement Muret und zum Kanton Plaisance-du-Touch. Die Einwohner werden Bragayracais genannt.

## Geografie
Bragayrac liegt an der Grenze zum Département Gers in der historischen Provinz Savès, etwa 30 Kilometer südwestlich von Toulouse und etwa 23 Kilometer westnordwestlich von Muret. Bragayrac wird umgeben von den Nachbargemeinden Seysses-Savès im Westen und Norden, Saint-Thomas im Norden, Sainte-Foy-de-Peyrolières im Osten, Sabonnères im Süden sowie Savignac-Mona im Südwesten und Westen.

## Bevölkerungsentwicklung
| Jahr                       | 1962 | 1968 | 1975 | 1982 | 1990 | 1999 | 2006 | 2013 | 2020 |
| Einwohner                  | 144  | 128  | 191  | 200  | 197  | 249  | 266  | 308  | 317  |
| Quellen: Cassini und INSEE |      |      |      |      |      |      |      |      |      |

## Sehenswürdigkeiten

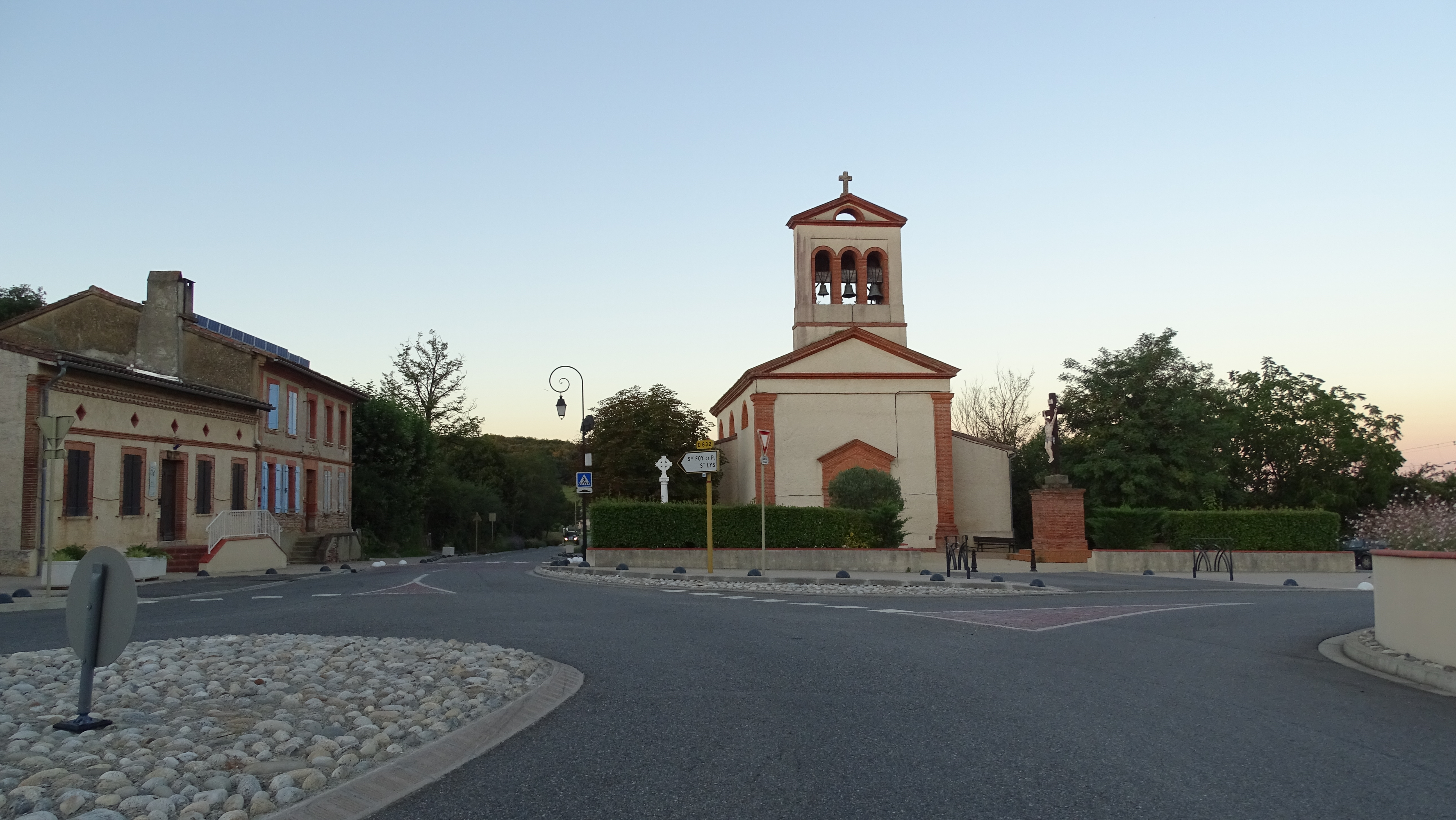
Kirche Saint-Saturnin

- Kirche Saint-Saturnin